# Bert Poolman
Berend (Bert) Poolman (Avereest, 8 mei 1959) is een Nederlands biochemicus die vooral bekend staat om zijn werk in de bio-energetica van micro-organismen en membraantransport. Hij is hoogleraar biochemie aan de Rijksuniversiteit Groningen  en een gekozen lid van de Koninklijke Nederlandse Akademie van Wetenschappen (KNAW) . Poolman is een pionier in het opkomende gebied van bottom-up synthetische biologie, dat is de constructie van functionele metabolische netwerken en autonoom werkende functionele systemen die typisch zijn voor levende cellen. Poolman doceert biochemie, membraanbiologie en synthetische biologie.

## Studie en loopbaan
Na studie aan de Universiteit van Bern (Zwitserland) en de Rijksuniversiteit Groningen studeerde hij in Groningen in 1984 cum laude af in de Biochemie en Microbiologie en promoveerde hij er cum laude in 1987 met een proefschrift over de bio-energetica van streptokokken.
Na een korte periode als onderzoeker in San Francisco (VS), bij wat nu Dupont Industrial Biosciences heet, keerde Poolman eind 1989 terug naar Nederland om, op basis van een persoonlijke beurs van de Koninklijke Nederlandse Akademie van Wetenschappen, zijn onderzoeksgroep op het terrein van de biochemie van het membraantransport te beginnen aan de Rijksuniversiteit Groningen. In 1998 werd hij daar benoemd als hoogleraar biochemie. In 2008 werd hij benoemd tot programmadirecteur van het Centre for Synthetic Biology in Groningen  en in 2013 werd hij wetenschappelijk directeur van het Groningen Biomolecular Sciences and Biotechnology Institute.
In 1993 deed Poolman een sabbatical bij Transgene SA in Straatsburg (Frankrijk) en in 2003 was hij, dankzij een Fulbright-beurs gastonderzoeker biochemie bij het California Institute of Technology in Pasadena (VS). Poolman heeft meer dan 60 promovendi en ongeveer 25 postdocs begeleid. Poolman was voorzitter van de KNAW Earth and Life Sciences Board en sinds 2017 vice-voorzitter van de KNAW Council for Natural and Technical Sciences.
Van 2016 tot 2019 was hij lid van de Council for Physics and Chemistry en momenteel is hij is lid van het kernteam van de Council for Chemistry, die streeft naar een integraal nationaal plan voor versterking van de scheikunde.
Vanaf 2009 leidt hij het focusgebied op ‘Biomoleculaire en bio-geïnspireerde functionaliteit’ bij het Zernike Institute for Advanced Materials (Rijksuniversiteit Groningen), samen met Nobelprijswinnaar Ben Feringa, en van 2010 tot 2017 beheerde Poolman het programma voor synthetische biologie van de Rjksuniversiteit Groningen. Ook is Poolman een gekozen bestuurslid van Faculty 1000. Faculty 1000 biedt innovatieve oplossingen voor hoe onderzoek wordt gedeeld, gebruikt en hergebruikt..

## Onderzoek
Poolman heeft belangrijke bijdragen geleverd aan het begrip van de dynamiek en de permeabiliteit van biologische membranen  en aan het veld van vectoriële biochemie, dat wil zeggen de rol van elektrochemische gradiënten bij het voeden en reguleren van membraantransport . Zijn onderzoek naar transporteiwitten heeft aangetoond dat de uitwisseling van verschillende suikers voor een cel voordeliger kan zijn dan suiker-protonimport. Met verschillende studies toonde hij aan dat cellen de koppeling van substraatimport aan productuitwisseling benutten om metabole energie te besparen .
Poolman onderzoekt het gebied van ATP-Binding Cassette transporters (ABC), een van de grootste bekende eiwitfamilies. Hij onderzocht onder meer de export van hydrofobe verbindingen uit de binnenste laag van een lipide dubbellaag , de detectie- en poortmechanismen van ABC-importeurs die betrokken zijn bij de regulering van het volume van de cel en hij deed onderzoek naar de wijze waarop bouwstenen van de cel door het membraan worden getransporteerd.. Verder onderzocht hij de wijze waarop receptoren peptiden selecteren die betrokken zijn bij stikstofopname , de structurele basis voor vitamineherkenning, een nieuwe klasse van ABC-importeurs  en de effciëntie van energiekoppeling van ABC-importeurs.
Poolman heeft het membraantransport onderzocht door in vitro modelstudies te combineren met in vivo analyses van de regulatie van de eiwitten in de cel. Zijn groep heeft innovatieve technologieën ontwikkeld in membraanreconstructie  en het onderzoeken van de fysisch-chemische toestand van zowel het cytoplasma  als het celmembraan . Zijn groep toonde als eerste aan dat veranderingen in ionsterkte door transporteurs worden gevoeld, waardoor de cel een eenvoudige aan / uit-schakelaar krijgt om het volume te regelen. 
Parallel daaraan ontwikkelde zijn groep sensoren om veranderingen in ionsterkte  en de macromoleculaire dichtheid van de cel (macromoleculaire crowding) te meten.

## Huidig onderzoek (2020)
De belangrijkste onderzoeksgebieden op dit moment (2020) zijn de bacteriële celvolumeregulatie (opheldering van de homeostatische mechanismen die de fysisch-chemische processen van de cel regelen) en de bouw van synthetische cellen (de constructie van functionele niet-evenwichtssystemen voor energiebehoud en de ontwikkeling van netwerken om het volume van de cel te regelen. Ook de moleculaire mechanismen  van membraantransporteiwitten hebben de aandacht.
Het huidige onderzoek van Poolman behelst onder andere de volgende vragen: hoe doordringen moleculen biologische membranen en hoe kan men het volume en de fysisch -chemische eigenschappen van de cel regelen? En tot slot: welke taken moet een cel minimaal uitvoeren om zich zelf in stand te houden en hoe kan dit worden bereikt met een minimale set aan biologische componenten.

## Publicaties
Over zijn onderzoek heeft Poolman meer dan 275 artikelen gepubliceerd in internationale wetenschappelijke tijdschriften   en zijn artikelen werden meer dan 25,000 keer geciteerd. Zijn H-index bedraagt 94.
Poolman deelt zijn bevindingen met een breed publiek via kranten, radio en tv. In 2012 schreven Schrauwers en Poolman het boek Synthetische Biologie: de Mens als Schepper om de ontwikkelingen in synthetische biologie over te brengen aan een lekenpubliek.

## Prijzen en subsidies
Poolman heeft verschillende prijzen ontvangen, waaronder de Biochemieprijs (1989) van de Nederlandse Vereniging voor Biochemie en Moleculaire Biologie (NVBMB) , een persoonlijke beurs van de Koninklijke Nederlandse Academie van Wetenschappen (1989), een Human Frontiers Science Program Organization Award (1992)  , de 'Jonge Chemici' prijs van de Stichting Scheikundig Onderzoek in Nederland (SON) (1997), de Federatie European Biochemical Society Lecturer Award (2014)   en de Joel Mandelstam Memorial Lecture Award (2016).
In 2007 was hij een ISI meest geciteerde onderzoeker in de microbiologie. Hij verkreeg vier TOP-programmasubsidies van de
Nederlandse organisatie voor Wetenschappelijke Onderzoek (NWO) (2001, 2007, 2010, 2014)., twee programmasubsidies van het Netherlands Proteomics Centre (2005 en 2008)   en hij coördineerde drie grote Europese onderzoeksnetwerken (1996, 1999, 2012). In 2015 ontving hij een ERC Advanced Grant  en in 2019 een ERC Proof-of-Concept Grant  en in 2017 ontving het BaSyC-consortium (met Poolman als een van de hoofdonderzoekers) een Zwaartekrachtsubsidie van NWO van 18,8 miljoen euro.

## Onderscheiding
- Ridder in de Orde van de Nederlandse Leeuw (26 april 2021).[55]

## Persoonlijk
Poolman werd geboren in 1959 als de eerste zoon van Jelto Poolman en Neeltje Prinsse. In 1983 trouwde hij met Heleen Stevenson (1959), met wie hij vier kinderen heeft.

## Links
- Towards a metabolism for synthetic cells (video KNAW-symposium: Op jacht naar de minimale cel, 24 juni 2015 op Vimeo)
- Labyrint Napraatsessie over extremofielen en de wereld van microben (YouTube)
- Bert Poolman over Nanotechnologie (Adamsappel op YouTube)
- De mens als schepper (Unifocus op YouTube)
- Biochemicus Bert Poolman probeert de grens tussen leven en dood te begrijpen (Artikel Volkskrant)
- De complexiteit van het leven in kaart brengen (Blog op De Groene Amsterdammer)
- Nederlandse onderzoekers bouwen levende cel (Artikel in De Ingenieur)